# Inés Ubici
Inés Ubici De Busso (* 30. Juli 1944 in Salto) ist eine uruguayische Diplomatin.
Die aus der westuruguayischen Stadt Salto stammende Ubici, die bis 1967 in dieser Stadt lebte, studierte an der rechts- und sozialwissenschaftlichen Fakultät der Universidad de la República (UdelaR), sowie von 1963 bis 1964 an der Washington State University. An der UdelaR schloss sie das Studium am 27. Oktober 1972 erfolgreich mit dem Erhalt des Doktortitels ab. Ubici ist mit Aníbal Busso verheiratet und hat eine 1976 geborene Tochter.
Sie war in den Niederlanden, Brasilien, 1993 während eines drohenden Staatsstreichs in Guatemala sowie in Jordanien im diplomatischen Dienst eingesetzt. Ende 2005 wurde sie zur Botschafterin Uruguays in Ägypten ernannt. Ihre Amtszeit dort währte bis April 2011. Zudem ist sie Präsidentin der Asociación de Funcionarios de Carrera del Servicio Exterior del Uruguay.